# 李漢文
李漢文（英語：Jerry Lee），香港作曲人、編曲人及音樂監製。曾為金牌大風的旗下創作人，現時主要為太陽娛樂文化旗下歌手創作歌曲。他也是雷頌德的創作班底「On Your Mark」的一分子。
李漢文亦於1999年與雷頌德（Mark）、李嘉文（Jan）及宮井一暢（Kaz）組成樂隊On-Line，並推出過專輯《On Your Mark》；2003年再與吳雨霏（Kary）、李嘉文（Jan）及黃天豪（Tin Ho）組成樂隊Ping Pung，於2004年曾推出創作專輯《Love & Hate》。2008年開始，Jerry以李漢@Ping Pung發表作品。

## 作品列表

### 1997年
|                   |  |
| - 黎明 - 全憑直覺 |  |

### 1999年
|                         |  |
| - 陳慧琳 - 有沒有這個人 |  |

### 2000年
|                                                            |                                                                       |
| - On-Line - 你真強 - On-Line - 轟炸機 - On-Line - My World | - 許志安、小苦妹 - 睡王子 - 陳慧琳 - 香薰戀愛治療 - 陳慧琳 - 手到拿來 |

### 2001年
|                                                               |                                                                           |
| - 林海峰 - 舞池（曲、編） - 森美、小儀 - 大明星（曲、編、監） | - 森美、小儀、方力申、李彩樺、楊千嬅 - 怪乖 - 鄭秀文 - She's a Lady（編） |

### 2002年
| | |
| - 張燊悅 - 月光光照臉龐（編） - 張燊悅 - 委曲求存（曲、編、監） - 張燊悅 - 你算愛我（編、監） - 陳慧琳 - 零 | - 陳慧琳 - 最近想起很多 - 戴辛尉 - 討你厭（曲、編、監） - 戴辛尉 - 怪人（編、監） - 戴辛尉 - 如果世上得一種臉孔（曲、編、監） |

### 2003年
|                                                                |                                                                       |
| - Cookies - 一擊即中（曲、編、監） - 古巨基 - 任天堂流淚（曲） | - 許志安 - 我未夠好（曲、編、監） - 麥浚龍 - 有話對你說（曲、編、監） |

### 2004年
|                                                                    |                                                                      |
| - Ping Pung - 潮爆 - Ping Pung - 殺她死 - Ping Pung - 愛是最大權利 | - Ping Pung - 我話事 - Ping Pung - 不聰明 - Ping Pung - 二十世紀少年 |

### 2005年
| | |
| - Ping Pung - 沒有那一天 - 古巨基 - 任天堂流淚(國語)（曲） - 吳雨霏 - With A Boy Like You（編、監） - 容祖兒 - 亂 | - 郭芯其 - 冰點（監） - 郭芯其 - 潮流輕（監） - 郭芯其 - 蛋白質情人（監） - 鄧穎芝 - 決戰萬人迷（曲、編、監） |

### 2006年
|                                                |                                 |
| - Ping Pung - 戰鬥 - 側田 - 美麗之最（曲、編） | - 郭芯其 - 男人不會說分手（監） |

### 2007年
| | |
| - 方力申 - 皇后（曲、編、監） - 方力申 - 方圓（曲、編、監） - 吳雨霏 - Mr Sorry（曲、編、監） - 傅穎 - 今日: 晴（監） - 傅穎 - 不能哭了（編、監） - 傅穎 - 身體語言（監） | - 傅穎 - 時間囊（曲、編、監） - 傅穎 - 你是灰色的（編、監） - 傅穎 - My Cup Of Tea（編、監） - 傅穎 - 夢之歷險（曲、編、監） - 鄧麗欣 - 七夕（監） - 關楚耀 - 羽海野千花 |

### 2008年
| | |
| - 吳雨霏 - 最後一秒鐘（曲、編、監） - 吳雨霏 - 射燈在此（曲、編、監） - 鄧麗欣 - 起點（曲、編、監） - 鄧麗欣 - 內在美（曲、監） - 梁漢文 - 最愛（曲、編、監） - 傅穎 - 悲劇女孩！？（監）（與陳台證合監） - 傅穎 - 誰羨慕像我這樣強的人（監） - 傅穎 - 珠光寶氣（曲、編、監） - 傅穎 - 大難不死（編、監） | - 傅穎 - 世界真愛少（監） - 傅穎 - 親親（監） - 傅穎 - Smiling （曲、編、監） - 傅穎 - 有效日期 （編、監）（編曲與藝琛合作） - 傅穎 Feat. 傅珮嘉、李漢 - 愛敵人（曲、編、監）（曲與傅珮嘉合作） - 傅穎 - 你在哪裡？（監） |

### 2009年
| | |
| - I Love You Boyz - 沒響聲的call機（曲、編、監） - I Love You Boyz Feat. 譚炳文 - 顧家（監） - 小肥、陳思彤 - 世間始終你好（監） - 方力申 - 面目全非（編、監） - 唐素琪 - 定格 - 唐素琪 - You're My Dream | - 傅穎 - 第一顆流星（曲、編、監） - 傅穎、小肥 - 畫紙上的戒指（編、監） - 傅穎 - 花吃了這女孩（監） - 傅穎 - 太想愛（監） - 傅穎 - 她的小小愛情（監） |

### 2010年
|                                                       |                                             |
| - 朱紫嬈 - 騎著人馬座的人（監） - 朱紫嬈 - 刪掉（監） | - 朱紫嬈 - 悲傷頭像 - 陳思彤 - 李莫愁（監） |

### 2014年
|                            |                            |
| - Gentlemen - 鬥一仗（監） | - Gentlemen - 讚（編、監） |

### 2015年
|                                             |  |
| - Gentlemen - C'mon Gentlemen（曲、編、監） |  |